# El Azote
El Azote es un grupo independiente de rock procedente de México formado hacia los fines de la década de los 90's.

## Historia
Grupo mexicano independiente con sonido experimental formado a fines de 1997 en la Ciudad de Aguascalientes, México.  Sus integrantes describen su música como "Artesanía Sonora", caracterización referente a su combinación de arreglos folclóricos y letras empíricas; con sonidos rock experimental, free jazz y arreglos electrónicos.
Se diferencian de otras bandas con las que tocan, mostrando elementos teatrales y de pantomima en su actuación.  Al cantar, Alejandro Vázquez se ha llegado a pintar la cara mientras su cara es distorsionada al ser vista a través de un vidrio. Agregan también a esta dinámica artística los cuentos que Alejandro Vázquez narra entre algunas de las canciones del grupo, un buen ejemplo de esto puede ser visto en su producción discográfica Suena Vivo, la cual fue grabada durante 2 conciertos en enero del 2003 y octubre del 2004 con la participación del baterista radicado en Noruega Julián Villa.
Se han presentado en todo tipo de foros: Desde pequeños cafés como "Cafebreria El Péndulo", mercados de música independiente como "El Chopo", hasta Universidades y Teatros.  Han tocado en vivo junto con bandas de renombre como: "Premiata Forneria Marconi (como teloneros al igual que con Il Balletto di Bronzo), Santa Sabina, Azul Violeta, Cecilia Toussaint, Arturo Meza, Cabezas de Cera, Fratta, Volátil, San Pascualito Rey, La Perra, etc.
Su instrumentación comprende: batería y percusiones, guitarras eléctricas y acústicas, bajo eléctrico, bajo freetles, melódica u organillo de boca, silbatos, campanillas etc.

## Miembros actuales
- Abraham Velasco - Bajo, guitarra, letras, música, coros, voz.
- Alejandro Vázquez - Voz, cuentos, escenografía, melódica.
- Gerardo Castmu - Guitarra, batería, percusión.

## Discografía

### Álbumes
- El Azote (álbum) (para Intolerancia-Opción Sónica) - 1999
- El Color (para Intolerancia-Fonarte Latino) - 2002

### Otros
- Suena Vivo (para Noise Kontrol) - 2003-2004
- El Azote "Disco Doble" (para "Intolerancia") - 2005
- El Azote: DVD (Independiente/Intolerancia) - 2007

## Artículos en línea
- Artículo sobre el proyecto "El Manantial Sonoro" en "Consejo Nacional para la Cultura y las Artes"
- Artículo en Rocksonico.com
- Artículo de "IMPULSO", Estado de México, Sección Cultural
- Bio en "Rock MX"
- Artículo en "Lagangaonline.com"
- Artículo en "El Porvenir.com"
- Opinión de Miryam Almanza para "Aescenateatro.com"
- Artículo en "Comaguascalientes.com"
- Entrevista con el trovador Armando Palomas de "Trovadictos.com"
- La Jornada: "El Manantial Sonoro"
- La Jornada: "EN EL CHOPO"